# Matej Delač
Matej Delač (Gornji Vakuf-Uskoplje, 20 augustus 1992) is een Bosnisch-Kroatisch voetballer die als doelman speelt.

## Carrière
Delač begon zijn loopbaan bij NK Inter Zaprešić waarvoor hij in het seizoen 2009/10 in totaal 38 competitiewedstrijden speelde. Hij werd in de zomer van 2010 door Chelsea FC aangetrokken dat hem eind augustus voor de rest van het seizoen 2010/2011 verhuurde aan Vitesse. In het seizoen 2011/12 werd hij verhuurd aan SK Dynamo České Budějovice uit Tsjechië. Na zijn Tsjechische avontuur vertrok Delač op huurbasis naar de Portugese eersteklasser Vitória SC. In hetzelfde seizoen werd Delač opnieuw verhuurd. Deze keer ging hij terug naar Kroatië, naar zijn oude club NK Inter Zaprešić. In het seizoen 2013/14 werd de doelman voor de vijfde keer verhuurd aan FK Vojvodina. Een supporter van FK Vojvodina die een operatie van 25.000 euro moest ondergaan in Parijs, werd financieel geholpen door de Kroaat, die het resterende deel van 6000 euro betaalde voor de operatie in augustus 2013. In januari 2014 vertrok de Bosnische Kroaat op huurbasis naar zijn eerste professionele voetbalclub uit zijn geboorteland Bosnië en Herzegovina, namelijk FK Sarajevo. Delač was een van de eerste versterkingen van de Kroatische hoofdtrainer Robert Jarni samen met zijn Kroatische ex-teamgenoot Mario Barić van FK Vojvodina bij FK Sarajevo.
Na vijf keer verhuurd te zijn in de afgelopen vier jaar, keerde Delač terug bij Chelsea FC in juli 2014 en verlengde zijn contract bij die club met twee jaar. De doelman debuteerde voor het eerst in vier jaar voor Chelsea FC in de vriendschappelijke wedstrijd tegen NK Olimpija. De eerste vijfenveertig minuten stond Delač onder de lat, waarna hij vervangen werd. Doordat de Bosnische Kroaat geen werkvergunning kon krijgen voor het volgende seizoen in Engeland, werd hij opnieuw verhuurd. In Frankrijk kreeg de voetballer bij zijn nieuwe club Athlétic Club Arles-Avignon rugnummer 28.
Op 29 september 2014 werd Delač opgeroepen door trainer Nenad Gračan voor Jong Kroatië voor de play-offs tegen Jong Engeland. In de eerste play-offwedstrijd wonnen de Engelsen met 2-1. Eind december 2014 keerde hij terug bij Chelsea dat hem in februari 2015 tot het einde van het seizoen verhuurde aan FK Sarajevo. In het seizoen 2016/17 speelde hij op huurbasis in België voor Royal Excel Moeskroen.
In de zomer van 2018 verlaat Delač Chelsea, waarvoor hij wegens het niet krijgen van een werkvergunning enkel in één oefenwedstrijd die in Slovenië gespeeld werd in actie kwam, voor het Deense AC Horsens.

## Statistieken
| Seizoen | Club                          | Land                  | Competitie      | Wedstrijden | Doelpunten |
| ------- | ----------------------------- | --------------------- | --------------- | ----------- | ---------- |
| 2009/10 | NK Inter Zaprešić             | Kroatië               | Prva HNL        | 38          | 0          |
| 2010/11 | Chelsea FC                    | Engeland              | Premier League  | 0           | 0          |
| 2010/11 | → SBV Vitesse                 | Nederland             | Eredivisie      | 0           | 0          |
| 2011/12 | → SK Dynamo České Budějovice  | Tsjechië              | Gambrinus liga  | 1           | 0          |
| 2012/13 | → Vitória SC                  | Portugal              | Primeira Liga   | 0           | 0          |
| 2012/13 | → NK Inter Zaprešić           | Kroatië               | Prva HNL        | 14          | 0          |
| 2013/14 | → FK Vojvodina                | Servië                | SuperLiga       | 10          | 0          |
| 2013/14 | → FK Sarajevo                 | Bosnië en Herzegovina | Premijer Liga   | 7           | 0          |
| 2014/15 | → Athlétic Club Arles-Avignon | Frankrijk             | Ligue 2         | 11          | 0          |
| 2014/15 | → FK Sarajevo                 | Bosnië en Herzegovina | Premijer Liga   | 14          | 0          |
| 2015/16 | → FK Sarajevo                 | Bosnië en Herzegovina | Premijer Liga   | 12          | 0          |
| 2016/17 | → Royal Excel Moeskroen       | België                | Eerste klasse A | 28          | 0          |
| 2017/18 | AC Horsens                    | Denemarken            | Superligaen     | -           | -          |
| 2018/19 | AC Horsens                    | Denemarken            | Superligaen     | 29          | 0          |
| 2019/20 | AC Horsens                    | Denemarken            | Superligaen     | 21          | 0          |
| 2020/21 | AC Horsens                    | Denemarken            | Superligaen     | 31          | 0          |
| Totaal  | Totaal                        | Totaal                | Totaal          | 216         | 0          |

 = Tijdens dit seizoen hield Delac zijn conditie op peil, hij stond per definitie niet onder contract bij AC Horsens, echter stond hij op dat moment nog wel onder contract bij Chelsea FC.